# Petrovice (ort i Tjeckien, Mellersta Böhmen, lat 50,07, long 13,64)
Petrovice är en ort i Tjeckien.   Den ligger i regionen Mellersta Böhmen, i den västra delen av landet, 60 km väster om huvudstaden Prag. Petrovice ligger 387 meter över havet och antalet invånare är 247.
Terrängen runt Petrovice är huvudsakligen platt, men den allra närmaste omgivningen är kuperad. Runt Petrovice är det ganska glesbefolkat, med 40 invånare per kvadratkilometer. Närmaste större samhälle är Rakovník, 7,8 km nordost om Petrovice. Trakten runt Petrovice består till största delen av jordbruksmark.